# Université libre de Kinshasa
Ne doit pas être confondu avec Université de Kinshasa.
L’université libre de Kinshasa (ULK) est une université privée d’utilité publique située à Limete, dans la ville-province de Kinshasa.

## Historique
Institution privée d'utilité publique, l'université libre de Kinshasa a été créée le 15 octobre 1988 et a été définitivement agréée le 12 juin 2006 (Décret présidentiel no 06/0106). Elle est donc la première université privée créée en république démocratique du Congo (ex. Zaïre) car, à cette époque, le pays ne comptait que trois universités publiques : l'université de Kinshasa, l'université de Lubumbashi et l'université de Kisangani. 
Elle tire ses origines de l'« Institut Universitaire de droit et des sciences économiques » qu'elle remplaça en 1988. Sa fondation est l'œuvre de cinq fils du pays dont notamment Bompoko Bokete, Losaladjome J'olumbu, Bongongo Ngali, Ingange Baba, Bondenge Ikolo.[réf. souhaitée]
Le premier recteur de l'ULK fut le professeur Victor Djelo Empenge Osako, spécialiste en droit public et administratif de l'université de Liège, en Belgique. Outre le professeur Victor Djelo Empenge Osako, l'université a connu plusieurs recteurs comme les professeurs Azama Lana, spécialiste en droit fiscal, Maphana-ma-Nguma, économiste et Damien Angbongbo Boluki Mpelenga, spécialiste en droit international privé...[réf. souhaitée]

## Facultés
- La faculté de droit, avec trois départements (Droit privé et judiciaire ; Droit public interne et international et Droit économique et social);
- La faculté des sciences économiques et de gestion (FASEG), avec deux départements (Sciences économiques et de gestion);
- La faculté des sciences sociales, politiques et administratives (FASSAP), avec quatre départements (Sociologie ; Sciences politiques et administratives ; Relations internationales et Information et communication sociale);
- La faculté de sciences informatiques (FASI), avec deux départements (Gestion de systèmes d'information et réseaux et Génie Logiciel); et
- La faculté de médecine.

L'ULK dispose aussi d'une bibliothèque centrale (BC-ULK), d'un centre de recherche en informatique (CI-ULK) et d'un centre de recherche inter-disciplinaire (CRID-ULK). 
Le CRID-ULK est opérationnel depuis 1996. Il est dirigé actuellement par le Professeur Philippe Biyoya Makutu et, son organe d'expression est la revue scientifique semestrielle dénommée "Revue scientifique de l'ULK".

## Personnalités liées à l'université

### Étudiants
- Jean-Baptiste Ntahwa Kuderwa (1955-), homme politique
- Charles Bisengimana[7],[8] (1964-), général des forces de sécurité
- Debora Kayembe[9] (1975-) avocate et militante politique écossaise, d'origine congolaise. 54e recteur de l'Université d'Édimbourg.
- Modeste Mutinga (?-),  homme politique et homme d’affaires

## Association
L'ULK dispose d'une association qui regroupe ses anciens étudiants (l'ASSANULK). L'actuel Président en exercice est Honoré Loango Boelua.
Expert comptable agrée , Directeur général de Borassus Consulting Group , écrivain et romancier , Honoré Loango Boelua est détenteur d'une licence en sciences économiques ,option :gestion financière , promotion 1998.
L’ASSANULK poursuit les objectifs principaux ci-après :
1. raffermir les liens d’amitié et de fraternité entre tous les anciens de l'Université Libre de   Kinshasa ;
2. créer un cadre propice pour le développement spirituel, moral et intellectuel de ses  membres ;
3. encadrer à titre principal les étudiants de l'ULK pendant et après leur étude au sein de ladite université et, le cas échéant, les autres étudiants se trouvant dans la même situation ;
4. constituer un réseau de soutien aux activités de l'ULK, tout en préservant ses acquis en vue  d’en faire davantage un centre de rayonnement.